# Marsilea trichopoda
Marsilea trichopoda är en klöverbräkenväxtart som beskrevs av Leprieur. Marsilea trichopoda ingår i släktet Marsilea och familjen Marsileaceae.
IUCN kategoriserar arten globalt som livskraftig (LC). Inga underarter finns listade.